# Letty Lind
Letitia Elizabeth Rudge, mest känd som Letty Lind, född 21 december 1861, död 27 augusti 1923, var en engelsk skådespelerska, dansös och akrobat. Hon är mest känd för sitt arbete inom Victorianska burleskscenen vid Gaity Theatre, och också i musikaler vid Daly's Theatre i London.